# De Dans van de Scarabae
De Dans van de Scarabae is een fantasy/horror-boek van de Britse schrijfster Tanith Lee. Het is het eerste deel van De Opera van het Bloed.

## Verhaal
Rachaela Day heeft een niet al te goed lopend boekwinkeltje in Londen. Op een dag ontvangt ze een brief van de Scarabae-familie, waarin ze wordt uitgenodigd hen te bezoeken. Ze blijkt familie van deze rijke, mysterieuze familie te zijn en neemt haar intrek in hun donkere, afgelegen landhuis aan de Engelse kust. De oude familieleden lijken hun dagen in afzondering door te brengen en voor Rachaela lijkt de sfeer steeds duisterder te worden, vol van angst, duistere vervloekingen en vreselijke nachtmerries.

## De Opera van het Bloed
- 1992 De Dans van de Scarabae (Dark Dance)
- 1993 Het Bloed van de Scarabae (Personal Darkness)
- 1994 Ik, Duisternis (Darkness, I)